# Thomsoncolor
 (août 2024).
Si vous disposez d'ouvrages ou d'articles de référence ou si vous connaissez des sites web de qualité traitant du thème abordé ici, merci de compléter l'article en donnant les références utiles à sa vérifiabilité et en les liant à la section « Notes et références ».
Le Thomsoncolor est un procédé cinématographique couleur additif, utilisant un film lenticulaire, comportant un gaufrage de micro-dioptres. 
Le Thomsoncolor reprend le principe d'un procédé additif développé au début du XXe siècle par le français Rodolphe Berthon et connu sous le nom de procédé Keller-Dorian. Il permet d'obtenir trois images microscopiques contigües sur un même film noir et blanc par sélection trichrome, et de les restituer avec un projecteur équipé d'un filtre RVB. 
Ce procédé fut un échec industriel, car il ne permettait que très difficilement le tirage de copies. Il fut abandonné avec l'apparition des procédés soustractifs aux lendemains de la Seconde Guerre mondiale.
Le film le plus connu à avoir été tourné en Thomsoncolor est Jour de fête de Jacques Tati en 1949. Le film fut tourné simultanément avec une caméra en noir et blanc et une autre en couleurs utilisant le procédé. La version couleurs ne fut diffusée qu'en 1995 après les travaux entrepris par Sophie Tatischeff, fille de Jacques Tati et monteuse, et François Ede, chef-opérateur.